# Lenguas túrquicas suroccidentales
Las lenguas túrquicas suroccidentales (o lenguas túrquicas oghuz) forman la rama más hablada de entre las seis ramas principales en las que se dividen las lenguas túrquicas e incluye el idioma turco, el azerí y el turcomano, entre otros. El término oghuz (también transcrito como oghuz) se refiere a las tribus que, a partir del Asia Central, donde aún permanecen, se extendieron al Oriente Medio con el nombre de selyuquíes y dieron lugar más tarde a los turcos otomanos, llegando así hasta los Balcanes. 
La siguiente tabla se basa en clasificación de Lars Johanson (1998):
| Prototúrquico | Túrquico oghuz | Oghuz occidental | - Turco moderno - Gagaúzo - Azerí                                    |
| Prototúrquico | Túrquico oghuz | Oghuz oriental   | - Turcomano - Turco de Jorasán                                       |
| Prototúrquico | Túrquico oghuz | Oghuz meridional | - Afshar - Dialectos iraníes como el Kashgai, Sonqori, Aynallu, etc. |
| Prototúrquico | Túrquico oghuz | - Salar          |                                                                      |
Más al Este, la lengua Salar es hablada por unas 70 000 personas en China.
La extinta lengua de los pechenegos es probablemente Oghuz, pero está poco clasificada y es difícil de clasificar en las ramas Oguz.
El tártaro de Crimea es del grupo Kipchak pero ha sido fuertemente influido por las lenguas Oghuz.

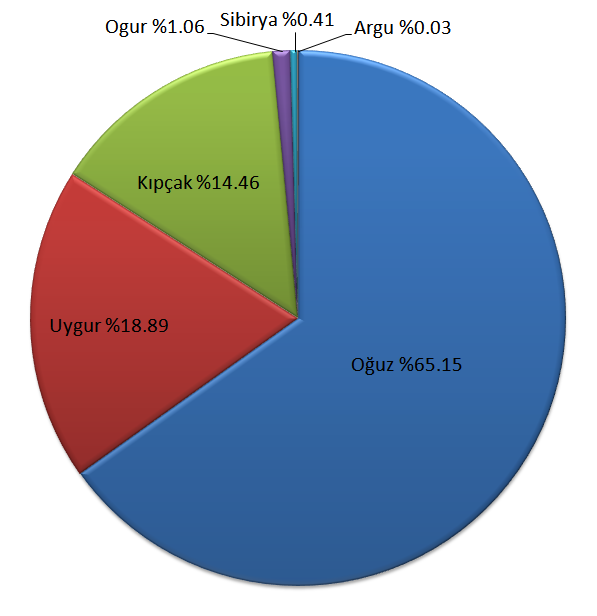
Proporción de hablantes de lenguas Oghuz (en azul) en el conjunto de las lenguas túrquicas.

## Hablantes
| Lengua           | Hablantes    | Territorio |
| ---------------- | ------------ | --- |
| Turco            | 88 millones  | Turquía 72 millones, Balcanes 2,5 millones, Chipre 265 000, Rusia 800 000, Alemania 4,5 millones, otros países de Europa 4 000 |
| Gagaúzo          | 250 000      | Moldavia 170 000, Balcanes 30 000, Ucrania 20 000, Bulgaria 10 000                                                             |
| Azerí            | 31 millones  | Irán 18 millones, Azerbaiyán 9 millones, Turquía 800 000, Rusia 622 000, Georgia 290 000, Turcomanos de Irak 2 200 000         |
| Turcomano        | 8 millones   | Turkmenistán 6,1 millones, Irán 2 millones, Afganistán 900 000, Uzbekistán 250 000                                             |
| Turco de Jorasán | 1 400 000    | Irán (Jorasán) |
| Kashgai          | 1,5 millones | Irán (provincias de Fars, Juzestán)                                                                                            |
| Aynallu          | 7 000        | Irán (provincias de Markazi, Ardebil y Zanyán)                                                                                 |
| Afshar           | 300 000      | Afganistán (Kabul, Herat), Irán nororiental                                                                                    |
| Salar            | 140 000      | China (Qinghai y Gansu) |
| Total            | ~149 000     | |

## Caracteres distintivos
- Ensordecimiento de consonantes oclusivas ante vocales anteriores (p. ej. gör- > kör- "ver")
- Pérdida de  q/ɣ tras ɯ/u (p. ej. quru < quruq "seco", sarɯ < sarɯɣ "amarillo")
- Cambio en la forma de participio de  -gan- a -an-

## Comparación léxica
Los numerales en diferentes lenguas túrquicas oghuz son:
| GLOSA | Occidental    | Occidental | Occidental | Oriental  | Meridional | PROTO- OGHUZ   | Arghu (Khalaj) |
| GLOSA | Turco moderno | Gagaúzo    | Azerí      | Turcomano | Qashqai    | PROTO- OGHUZ   | Arghu (Khalaj) |
| ----- | ------------- | ---------- | ---------- | --------- | ---------- | -------------- | -------------- |
| '1'   | bir           | bir        | bir        | bir       | biːɹ       | *bi(ː)r        | biː            |
| '2'   | iki           | iki        | iki        | iki       | ɪˀkkʰe     | *ik(k)i ik(k)i | ækki           |
| '3'   | ytʃ üç        | ytʃ        | ytʃ        | ytʃ       | ʏtʃ/ɪːtʃ   | *ytʃ *üč       | yʃ             |
| '4'   | dœrt dört     | dørt       | dørt       | dœːrt     | dørd̥       | *dørt *dört    | tœːɾt          |
| '5'   | beʃ beş       | beʃ        | beʃ        | bæːʃ      | bɪeːʃ      | *beʃ *beš      | beːʃ           |
| '6'   | altɯ altı     | ɑltɨ       | altɯ       | ɑltɨ      | ˀɑltoᶷ     | *altɯ *altı    | alta           |
| '7'   | jedi yedi     | jedi       | jeddi      | jedi      | jeˀdde     | *jeddi *yeddi  | jeːtti         |
| '8'   | sekiz         | segiz      | sækkiz     | θekið     | sækkʰɪz̥    | *sekkiz *segiz | sækkiz         |
| '9'   | dokuz         | dokuz      | dogguz     | dɔquð     | doqqoᶷz̥    | *toqquz        | toqquz         |
| '10'  | on            | on         | on         | ɔːn       | ᶷon        | *on *on        | oːn            |